# Aptesis pulchripes
Aptesis pulchripes là một loài tò vò trong họ Ichneumonidae.